# Радни логор Шарвар
Радни логор Шарвар, Мађарски краљевски логор за интернирање – Шарвар био је међу мађарским логорима најозлоглашенији радни логор основан у Другом светском рату. Овај логор је био врста затвора створеног за политичке противнике, припаднике појединих етничких или религијских група, цивила са подручја Бачке, Барање, Међумурја и Прекомурја у којима су грађани Србије затварани најчешће без појединачног судског процеса, већ по неким ширим критеријумима. У овом логору су затвореници, живели у неусловним и нехигијснским просторијама, гоњени на тешке радове, оскудно или никако храњени и одевани, стрељани и вешани, нагоњени на самоубиство и све време Другог светског рата практично систематски уништавани. Глад, хладноћа и болести  највише су погађале децу и мајке са бебама.

## Предуслови
Априлски рат који је водила нацистичка Немачка 1941. године и постокупациони режим активности заснивао се на подели Југославије, и на принципу „кажњавања Срба”. На овом принципу заснивала се и окупациона политика у самој Србији, нарочито после избијања и великог ширења устанка у лето и јесен 1941. године.
Рат који је у Краљевини Југославији започео у априлу 1941. довео је до њеног распада и поделе југословенске територије на чланице фашистичке коалиције – Немачку, Италију, Мађарску и Бугарску, новоосновану Независну Државу Хрватску.
Оснивању и територијалној расподели логора претходила је подела Југославије и Србије, која се заснивала на следећим новоствореним квислиншким творевинама на простору ратом захваћене Европе: Независну Државу Хрватску, комесарску владу у Србији, Конзулту у Љубљанској покрајини, Привремени административни комитет у Црној Гори и Националистичку шиптарску управу на Космету и делу Македоније, док су Бачка, Барања, Међумурје и Прекомурје,  од 16. децембра 1941. присаједињена Краљевини Мађарској.
Мађарски домобрани прешли су југословенско-мађарску границу 11. априла 1941. и заузели Бачку, Барању и Прекомурје, а недељу дана касније Међумурје. Мађарска војска је на овом простору  већ првих дана окупације почела хапшење талаца и интернирање одређене категорије становништва и формирање логора у којима су смештени. Интернацијом су били обухваћени и Срби, Хрвати, Јевреји, као и они  који су се по завршетку Првог светског рата населили у Бачкој и Барањи, као и Словенци који су се населили у Прекомурју, како би избегли са територије која је према Рапалском споразуму (1920) припала Италији.
Међу мађарским логорима, најозлоглашенији је био радни логор Шарвар, у који је према неким проценама, током Другог светског рата било интернирано између 8.500 и 9.500 заточеника, међу којима је било и око 600 Словенаца, који су дошли из Пинче-Марофа, Бенице, Петишоваца, Камоваца и Долге васи.
Прва интернирања колонизованог српског становништва са простора Бачке у логор у Шарвару почела су већ у јуну 1941. године. У том логору је осим одраслих особа било је смештено и 2.800 деце и 180 мајки са новорођенчадима.

## Назив, положај, намена, размештај и услови
Назив и положај
Звенични  назив Логора Шарвар био Мађарски краљевски логор за интернирање – Шарвар (мађ Magyar kirälyi internälötäbor - Särvär), који је добио име по малом граду Шарвару,  индустријском месту, са фабриком шећера и свиле, који се налази западно од Будимпеште, на главној железничкој прузи Будимпешта - Сомбатхељ.
Намена
Током Другог светског рата у некадашњој фабрици свиле, која је после Првог светског рата, променила власника и убрзо је угашена, основан је:
- прво, концентрациони логор за избегле војнике из Пољске, који су Почетком Другог светског рата, после војног слома Пољске (1939), у Угарској желели да избегну немачко заточеништво,
- потом, логор за интерниране Југословене.

Размештај
Инфраструктуру логора чинило је:
- девет фабричких хала у којима су смештени интернирци,
- зграда управе логора,
- зграда страже,
- једна бараке, која је служила као кухиња.

Услови смештаја
Услови смештаја логораша су били лоши:
- фабричке хале су имале хладне бетонске зидове, мало светла,
- кревети су били неудобне и јако мали,
- велики број заточеника у једној хали.[5]

## Опште информације
Мађарски краљевски логор за интернирање – Шарвар био је највећи мађарски логор у Другом свестком рату који је радио од маја 1941. године па све до завршних операција у Другом светском рата, 28. марта 1944. године, када су борци Црвене армије заузели Шарвар и ослободили преживеле логораше.
Према одлуци Министарства унутрашњих послова је 15. априла 1941.  посебно је био регулисан Уредба о начин интернирања Срба у Мађарској. На основу овог прописа, интернирани су они Срби „који су заинтересовани за спровођење српске политике и који на основу својих претходно понашање и индивидуалност дају разлог за сумњу да се спремају на такве радње које би могле бити штетне по безбедност државе.46 Једини проблем у реализацији ове  Уредбе је био колико ће Срба бити интернирано и шта ће бити са њима.
У логор је, према неким подацима, током Другог светског рата интернирано између 8.500 и 9.500 заточеника, са простора некадашње НДХ и Војводине под Мађарском окупацијом, укључујући и око 600 Словенаца, који су дошли из Пинце-Марофа, Бењице, Петишоваца, Камоваца и Долге Васи.
Рачунајући да су интернирци били равномерно распоређени у халама, може се закључити да је у једној бараци било смештено и до девет стотина људи, што не значи да их повремено није било мање или више. Са обе стране хале налазили су се дрвени кревети на спрат...то су, у ствари, били кавези у које су логораши морали да се увуку, јер је за сваког од њих било предвиђено само четрдесетак сантиметара ширине тог кревета, који је био широк као цео зид фабричке хале. Спавало се на сламаркицама ако их је било довољано. У тим дрвеним и даскама уоквиреним рупама одвијао се живот целе породице, ту се спавало и поболевало, јер амбуланте нису могла да приме све болесне.
Након реконструкције и обнове логорског гробља у Шарвару, направљен је списак од око 750 умрлих интернираца током Другог светског рата,и сахрањени у посебном делу шарварског гробља. Највише људи је страдало у зиму 1941/42. године, а међу умрлима је био велики број деце. Треба додати да је већина заточеника умрла у првој години заточеништва, када мађарске фашистичке власти никоме нису дозволиле да пружи било какву помоћ у храни и лековима интернирцима у Шарвару
Оволики број мртвих логораша свакако је резултат општих услова живота у логору. Исхрана је, била посебан терет и несрећа за логораше, који су свакодневно углавном добијали чорбу од сточне хране, сочиво са више песка него сочива, по 20 дека хлеба, па је много логораша подлегло болестима изазваним лошом исхраном.
Овај логор, међутим, није био концентрациони логор, као што су Хитлеров и Павелићев логор смрти и разарања. У њему није било крематоријума, гасних комора, ни кољача усташког типа. Овде је смрт требало да дође „природно“, без наводног насиља. Међутим, стицај многих околности допринео је да овај монструозни план физичког уништења шарварских логораша није до краја спроведен.